# 第100回天皇賞
第100回天皇賞（だい100かいてんのうしょう）は、1989年10月29日に東京競馬場で開催された競馬競走である。後に平成三強と呼ばれるオグリキャップ・スーパークリーク・イナリワンの3頭が初めて揃って対決し、スーパークリークが優勝した。年齢は全て旧表記にて表記。

## レース施行時の状況
1989年前半シーズンの古馬中長距離戦線は、オグリキャップとスーパークリークが故障のため出走できず、イナリワンが天皇賞（春）、宝塚記念を連勝した。後半シーズンに入って2頭が復帰し、スーパークリークは京都大賞典を優勝し、オグリキャップはオールカマーを優勝し、第40回毎日王冠でイナリワンと大接戦を演じて優勝した。第100回天皇賞では、後に平成三強と呼ばれる3頭が初めて揃って対決した。

## 主な出走馬
天候：晴、芝：良
※施行条件については天皇賞 (秋)も参照。
出走頭数：14頭
| 人気 | 枠番 | 馬番 | 競走馬名           | 性齢 | 騎手     | 調教師   |
| ---- | ---- | ---- | ------------------ | ---- | -------- | -------- |
| 1    | 3    | 4    | オグリキャップ     | 牡5  | 南井克巳 | 瀬戸口勉 |
| 2    | 8    | 14   | スーパークリーク   | 牡5  | 武豊     | 伊藤修司 |
| 3    | 4    | 5    | メジロアルダン     | 牡5  | 岡部幸雄 | 奥平真治 |
| 4    | 5    | 7    | イナリワン         | 牡6  | 柴田政人 | 鈴木清   |
| 5    | 2    | 3    | ミスターシクレノン | 牡5  | 松永幹夫 | 小林稔   |
| 6    | 7    | 11   | ヤエノムテキ       | 牡5  | 西浦勝一 | 荻野光男 |

## レース結果

### レース展開
序盤はレジェンドテイオーが逃げ、スーパークリークは3番手、オグリキャップは7番手、イナリワンは後方に位置した。直線に入りゴールまで残り400mの地点でメジロアルダンがレジェンドテイオーを交わして先頭に立ったが残り200mの地点でスーパークリーク
がこれを交わし、そのままゴールした。オグリキャップは直線で前方へ進出するための進路がなくなったことが響いて2着に敗れた。

### 結果（上位5頭のみ）
| 着順 | 枠番 | 馬番 | 競走馬名         | タイム | 着差     |
| ---- | ---- | ---- | ---------------- | ------ | -------- |
| 1    | 8    | 14   | スーパークリーク | 1.59.1 |          |
| 2    | 3    | 4    | オグリキャップ   | 1.59.1 | クビ     |
| 3    | 4    | 5    | メジロアルダン   | 1.59.2 | クビ     |
| 4    | 7    | 11   | ヤエノムテキ     | 1.59.5 | 1馬身3/4 |
| 5    | 4    | 6    | キリパワー       | 1.59.7 | 1馬身1/4 |

- ラップ

12.8-11.6-11.7-12.2-12.3-11.9-11.8-11.8-11.6-11.4
12.8-24.4-36.1-48.3-60.6-72.5-84.3-96.1-107.7-119.1

### 払戻金
| 単勝式   | 14  | 450円 |
| 複勝式   | 14  | 140円 |
| 複勝式   | 4   | 110円 |
| 複勝式   | 5   | 140円 |
| 連勝複式 | 3-8 | 410円 |

## エピソード
- スーパークリークは当時「大外枠は不利」といわれていた東京競馬場芝2000mのコースでスムーズに先行することに成功した。同馬に騎乗した武は「120%の騎乗ができた」とコメントした。また管理調教師の伊藤は武の騎乗を「玄人が見ても一分の隙もないもの」と評した。
- オグリキャップに騎乗していた南井は、直線で前方へ進出する進路がなくなったことについて「あれだけは悔いが残る」とコメントした。レース当日の夜、南井は悔しさで眠れなかったという。
- 優勝したスーパークリークの父ノーアテンションと、2着となったオグリキャップの父ダンシングキャップは、ともに日本の競走馬生産者・稗田実が輸入した種牡馬であった。
- この勝利で武は天皇賞（秋）の史上最年少制覇記録を更新した（20歳7ヶ月14日。従来の記録は1967年に久保田秀次郎が記録した23歳0ヶ月15日）。
- スーパークリークは距離短縮後の天皇賞(秋)を制した2頭目の菊花賞馬となった[1]が、この後はキタサンブラックまで28年間現れなかった